# Sinogomphus flavolimbatus
Sinogomphus flavolimbatus – gatunek ważki z rodziny gadziogłówkowatych (Gomphidae). Został opisany w 1926 roku z japońskiej wyspy Honsiu.